# Петерс (фильм)
«Петерс» — советский художественный фильм о ближайшем сподвижнике Феликса Дзержинского, революционере Якове Петерсе.

## Сюжет
Фильм рассказывает о событиях, связанных с восстанием эсеров в Москве в 1918 году и деятельности подполья Бориса Савинкова.

## В ролях
- Гирт Яковлев — Яков Петерс
- Анатолий Фалькович — Феликс Дзержинский
- Улдис Думпис — Фридрих Бриедис
- Ивар Калныньш — Паул Кирсис
- Юрий Каморный — Лиманов
- Лилита Озолиня — Настя
- Алексей Панькин — Цыганков
- Сергей Полежаев — Борис Савинков
- Борис Хмельницкий — Кустинский
- Александр Боярский — Александрович
- Юрис Леяскалнс — Локкарт
- Улдис Лиелдиджс — Кроми
- Геннадий Юхтин — Попов
- Харий Авенс — алкоголик
- Ролан Быков — Терехов
- Герберт Дмитриев — заговорщик
- Владимир Козел — эпизод
- Валерий Бондаренко — эпизод
- Анатолий Васильев — Александр Виленкин
- Г. Гейде — Пинка
- Михаил Васильев — дебошир (нет в титрах)

## Съёмочная группа
- Режиссёр: Сергей Тарасов
- Сценаристы: Михаил Маклярский, Кирилл Рапопорт, Арвид Григулис
- Оператор: Рихард Пикс
- Художник: Гунарс Балодис
- Композитор: Ромуалдс Калсонс
- Звукорежиссёр: Глеб Коротеев
- Монтаж: Т. Масс, А. Сигате
- Редактор: Освальд Кубланов

## Награды
- Вторая премия за мужскую роль (Г.Яковлев) ВКФ-73 в Алма-Ате.